# Saro, o Godo
Saro (em latim: Sarus; m. 412) foi um oficial romano de origem gótica do século V, que esteve ativo durante o reinado do imperador Honório (r. 395–423). Aparece pela primeira vez em 406, quando liderou ao lado de Uldino um contingente bárbaro contra os godos liderados por Radagaiso. Por sua vitória, Saro foi nomeado mestre dos soldados no ano seguinte e liderou uma expedição contra o usurpador Constantino III (r. 407–411) na Gália. Conseguiu alguns sucessos, mas com a chegada de reforços de Constantino foi obrigado a retroceder em direção a Itália.

## Vida
Saro era um godo, irmão do futuro rei visigótico Sigerico (r. 415). Quando é citado pela primeira vez em 406, é descrito variadamente nas fontes como "rei dos godos" (em latim: Rex Gothorum) e "duque dos godos" (em latim: Dux Gothorum) Nessa data, o líder huno Uldino e Saro foram convocados pelo mestre dos soldados do Império Romano Ocidental Estilicão para ajudar a derrotar a invasão da Itália encabeçada pelos godos liderados pelo rei Radagaiso. Pensa-se que Saro estava no comando de um bando de federados a disposição do Estado. Em 407, como mestre dos soldados, foi enviado à Gália para atacar o usurpador Constantino III (r. 407–411); derrotou e matou Justiniano, conseguiu grandes quantidade de butim, sitiou Constantino em Valência e traiçoeiramente matou Nebiogastes. Precisou abandonar o cerco sete dias depois, contudo, com a aproximação dos generais de Constantino, Edóbico e Gerôncio, e escapou com dificuldade de volta a Itália através dos Alpes. Saro precisou abandonar todo o butim que conseguiu aos bacaudas para poder atravessar os Alpes.
Em abril/mail de 408, Saro comandou uma tropa bárbara em Ravena e por recomendação de Estilicão desencadeou um distúrbio para impedir que Honório fosse até lá. Em agosto, Saro e seus apoiantes estavam com Estilicão em Bonônia. Ele opôs-se a recusa de Estilicão em permitir as tropas bárbaras de serem usadas contra os romanos e, quando Estilicão partiu para Ravena e os demais líderes bárbaros esperavam instruções, Saro e seus apoiantes mataram os guardas hunos de Estilicão e tomaram seus quartéis. Ao que parece, Saro seria substituído por Alarico I (r. 395–410) como general no comando do exército de Honório contra Constantino na Gália e isso teria ajudado a fazê-lo virar-se contra Estilicão e a aumentar sua inimizade com Alarico. Com o assassinato de Estilicão mais tarde naquele ano, Saro era o líder bárbaro mais notável na Itália após Alarico, e Honório foi criticado por não nomeá-lo como mestre dos soldados na presença em sucessão do falecido e oposição a Alarico; Honório teria sido aconselhado a fazê-lo e parece que o imperador tentou conquistar a amizade de Saro. Filostórgio menciona que Saro teria substituído Estilicão em sua posição, porém os autores da PIRT julgam ser um equívoco.
Em 410, mas talvez desde 408 quando Honório promoveu Alarico, estava em Piceno independentemente de Honório e Alarico. Ao que parece, viveu no campo com seus apoiantes e ao todo aproximados 300 bárbaros seguiam-o. Saro foi atacado em Piceno por Ataulfo devido a uma antiga rixa e Saro foi com seus seguidores para junto de Honório; Wolfram, considerando que Ataulfo comandou hunos na Panônia, acha que essa rixa se originou no ataque de Saro à guarda huna de Estilicão em 408. Na ocasião, repeliu Alarico quando o último tentou marchar sobre Ravena, ao passo que também frustou as negociações dele com Honório. Em 412, desertou Honório, pois a morte de seu doméstico Belerido não foi vingada. Saro almejava unir-se ao usurpador gaulês Jovino, mas foi capturado no caminho por Ataulfo na Gália e morto. Zósimo louva-o por ser forte, bravo e perito na guerra, ao passo que Olimpiodoro de Tebas definiu-o como estando no modelo heroico e como sendo invencível.